# Burkův vrch
Burkův vrch (slovensky Burkov vrch) je hora v Moravskoslezských Beskydech, 3 km jižně od Horní Lomné. Nachází se na Polomském hřbetu, který zde tvoří hranici mezi Českem a Slovenskem a také Evropské rozvodí mezi Odrou a Dunajem. Zalesněmo smrkem, bez výhledu.

## Přístup
Nejkratší (a také nejprudší) cesta na vrchol vede z Horní Lomné po žluté turistické značce ke kapličce pod Muřinkovým vrchem (3,5 km) a dále po červené hřebenovce směrem na západ. Z ní po 1300 m odbočuje na JZ neznačená odbočka na vrchol (celkem 5,5 km s převýšením přes 500 m).

## Západní vrchol
Asi 1 km západně se nachází bezejmenný vrchol, který splňuje kritéria pro české tisícovky a autory projektu Tisícovky Čech, Moravy a Slezska byl pojmenován jako Burkův vrch - Z vrchol (1022 m, souřadnice 49°29′47″ s. š., 18°37′22″ v. d.). Je rovněž zalesněný smrkem. Přístupný je po hraniční pěšině, necelých 1,5 km z Burkova vrchu.